# ブータンシボリアゲハ
ブータンシボリアゲハ（学名: Bhutanitis ludlowi Gabriel）は、チョウ目・アゲハチョウ科・ウスバアゲハ亜科・シボリアゲハ属に分類されるチョウの一種。

## 概要
ブータンのヒマラヤ山脈、標高約2,200メートルの山腹で1933年にイギリス人によって発見採取。5匹の標本のみが大英自然史博物館で保存され、以後確認されておらず生態の解明があまり進まないため「秘蝶」とされていた。後に「ヒマラヤの貴婦人」とも呼ばれ、専門家の間ではこの幻の如き存在を前に「聖杯」と呼ぶ声もあった。国際自然保護連合（IUCN）により危急種の指定を受けている種である。発見・捕獲された場所が中国とインドの国境係争地帯に接しているために外国人の立ち入りが厳しく制限されている地域であり、長らく現地調査が行えなかった。しかし2011年8月中旬、日本の調査隊により以前と同じ場所で78年ぶりに再発見され、飛来や産卵などの様子が初めてテレビカメラで撮影され、5体が捕獲された。なお、捕獲された5体はワシントン条約の為、直接日本に持ち帰る事は出来なかった。この発見を受けてブータンシボリアゲハはブータンの国蝶に指定された。

## 特徴
大人の手のひらほどの大きさで、翅を拡げた長さが約12cm、4種のシボリアゲハの中では最も大きい。ギフチョウのような翅に鮮やかな深紅の模様があり、3つの尾を持つ。成虫はアネモネの一種の白い花などを吸蜜し、幼虫はウマノスズクサ属などを食草とする。定期的に木の伐採が程よく行われている二次林に生息する、里山と共に生きる蝶である。

## 日本蝶類学会による2011年8月の調査
2009年8月にブータンの森林保護に携わるカルマ・ワンディーが撮影したブータンシボリアゲハと思われる画像が、今回の調査のきっかけとなった。2011年8月中旬に、日本蝶類学会の調査隊（隊長の原田基弘、東京大学総合研究博物館の矢後勝也、初代会長である五十嵐邁の妻ら）がブータン北東端のブラマプトラ川支流であるトラシャンツェ渓谷のごく狭い地域の森林で飛んでいるのを78年ぶりに確認した。共同調査したブータン政府の許可を得て、5体を採集し現地に標本を残した。
アジアを中心に蝶を追い求め、700種以上に及ぶ生態を解明した五十嵐邁の遺志を受け継ぎ発見に至った。調査にはNHKの取材班も同行し、世界で初めてテレビカメラで空を舞う姿を捉えた。

### 調査の経過
現地は外国人の入域が禁止されている地域であるが、ブータン政府と半年間交渉の末、調査と最小限の捕獲の許可を得た。2011年の雨季に調査が行われた。現地のカルマ・ワンディーも調査隊に同行。調査地に入る途中でアオタテハモドキ（Junonia orithya）、スジグロシロチョウの近縁種などを捕獲した。
- 8月12日 - 1933年に初めて確認されたトラシャンツェ渓谷で調査を開始。飛来する様子や花の蜜を吸う様子を確認し、青木俊明が一匹目の捕獲に成功した。
- 8月15日 - 多数の蝶が飛び交うポイントを発見。 交尾の様子の撮影に成功。
- 8月16日 - 原田基弘が食草の葉に山のように産みつけられた蝶の卵を発見した。結果、人が住む二次林に生息していることが確認された。
- 8月18日 - 食草の葉に産卵する様子の撮影に成功した[7]。

現地調査後にブータンの環境保全センター（UWICE）で森林保護官の研修生に標本の作成方法などを教授し、捕獲した蝶5匹を現地に残した。9月には現地で蝶の舞う姿は確認されなかったが、幼虫が6 mmまで成長しているのが確認された。今後カルマ・ワンディーらによりさらに生態などの調査が進められる。

### 調査隊のメンバー
アジアの蝶の研究者の五十嵐邁から大きな影響を受けていた6人の専門家で、調査隊が構成された。
- 原田基弘 - 今回の調査隊長で日本蝶類学会の理事、蝶の生態解明の専門家
- 渡辺康之 - 日本蝶類学会の理事
- 五十嵐晶子 - 蝶の研究者であった五十嵐邁の妻、蝶の研究者
- 青木俊明 - 進化生物学研究所の主任研究員、蝶捕獲調査の専門家、2011年8月12日に一匹目の蝶の捕獲に成功
- 山口就平 - 進化生物学研究所の主任研究員、蝶捕獲調査の専門家
- 矢後勝也 - 東京大学特任助教 - 蝶の進化をDNAから解析する研究者

### 標本の日本への寄贈
採取された5匹のうち雄2匹の標本が、2011年11月15日に来日中のブータンのワンチュク国王から日本との友好の証しとして日本の調査隊に寄贈された。その標本が2012年2月17日から、東京大学総合研究博物館および東京農業大学の「食と農」の博物館で一般公開されることとなった。

## 近縁種
- シボリアゲハ Bhutanitis lidderdalii [10]
- ウンナンシボリアゲハ Bhutanitis mansfieldi
- シナシボリアゲハ Bhutanitis thaidina